# Astronidium lepidotum
Astronidium lepidotum es una especie de planta de flores perteneciente a la familia  Melastomataceae. Es endémica de Fiyi.
Es una especie rara que fue recogida dos veces en la misma localización cerca de la mina de cobre de  Waimaro River en Viti Levu. Se encuentra en las selvas por debajo de los 200 m s. n. m. de ltura. No se han avistado nuevas plantas desde 1964.